# Cressa cretica
Cressa cretica ist eine Pflanzenart aus der Gattung Cressa in der Familie der Windengewächse (Convolvulaceae).

## Beschreibung
Cressa cretica ist ein am Grund verholzter Halbstrauch, deren Stängel bis zu 30 (selten bis zu 50) cm lang werden. Sie sind gräulich-flaumig behaart, liegend und stark verzweigt. Die Laubblätter sind 2 bis 10 mm lang, lanzettlich bis eiförmig mit herzförmigem oder abgerundetem Grund und spitzlichem bis zugespitztem oberen Ende. Nach und nach gehen sie in die Tragblätter über.
Die Blüten sind 3 bis 5 mm lang und stehen an sehr kurzen Blütenstielen. Die stumpfen Kelchblätter sind so lang wie die Kronröhre. Die Krone misst 3 bis 5 mm im Durchmesser, ist weißlich-rosa oder gelb gefärbt und bleibt an der Frucht erhalten.
Die Chromosomenzahl beträgt 2n = 28.

## Vorkommen
Cressa cretica kommt in Europa in der Mittelmeerregion vor und reicht bis in die Mitte Portugals und in den Südosten Bulgariens. Sie wächst auf sandigen und salzigen Böden, meist in Meeresnähe. Darüber hinaus reicht die Verbreitung an der afrikanischen Atlantikküste südwärts bis Angola, im Indischen Ozean südwärts bis Mosambik und Madagaskar und ostwärts bis Indien und Sri Lanka.